# Écozone paléarctique : plantes à graines par nom scientifique (T)

## Ta

### Tab
- Tabernanthe
  - Tabernanthe iboga - « Iboga »

### Tac
- Tachigali

### Tag
- Tagetes - fam. Astéracées
  - Tagetes erecta - Rose d'Inde ou « Tagète à grandes fleurs »
  - Tagetes patula - Œillet d'Inde

### Tam
- Tamarindus
  - Tamarindus indica - Tamarinier Indien

- Tamarix - fam. Tamaricacées
  - Tamarix gallica - Tamaris de France
  - Tamarix ramosissima - Tamaris d'été
  - Tamarix parviflora - Tamaris à petites fleurs

### Tan
- Tanacetum - fam. Astéracées
  - Tanacetum balsamita - Tanaisie balsamite ou « Menthe-coq »
  - Tanacetum parthenium - Partenelle ou « Grande camomille »
  - Tanacetum vulgare - Tanaisie commune

### Tar
- Taralea

- Taraxacum (Pissenlits) - fam. Asteraceae
  - Taraxacum ambigens
  - Taraxacum ceratophorum
  - Taraxacum latilobum
  - Taraxacum officinale ou Taraxacum dens-leonis voir Taraxacum section Ruderalia

### Tax
- Taxus - fam. Taxacées
  - Taxus baccata If d'Europe
  - Taxus chinensis
  - Taxus cuspidata - If du Japon
  - Taxus sumatrana
  - Taxus wallichiana

## Te

### Tec
- Tecoma
  - Tecoma pentaphylla - Poirier des Antilles

- Tecomaria
  - Tecomaria capensis

### Tep
- Tephrosia

### Ter
- Teramnus

### Tet
- Tetragonolobus - fam. Fabacées
  - Tetragonolobus maritimus voir lotus maritimus
  - Tetragonolobus purpureus voir lotus tetragonolobus

### Teu
- Teucrium - fam. Lamiacées
  - Teucrium botrys - Germandrée Botryde
  - Teucrium brachyandrum - Germandrée à étamines courtes
  - Teucrium brevifolia - Germandrée à feuilles courtes
  - Teucrium chamaepitys - Bugle petit pin
  - Teucrium chamaedrys - Germandrée petit chêne
  - Teucrium fruticans - Sauge arborescente
  - Teucrium marum - Germandrée maritime ou « Herbe aux chats »
  - Teucrium scordium - Germandrée d'eau
  - Teucrium scorodonia - Germandrée scorodoine ou « Sauge des bois »

## Th

### Tha
- Thalictrum
  - Thalictrum dioicum
  - Thalictrum morisonii - Pigamon de Méditerranée
  - Thalictrum tuberosum - Pigamon tubéreux
  - Thalictrum pigamons

- Thamnocalamus
  - Thamnocalamus crassinodus
  - Thamnocalamus dracocephalus
  - Thamnocalamus falcatus
  - Thamnocalamus murielae
  - Thamnocalamus nitidus
    - Thamnocalamus nitidus Wakehurst
    - Thamnocalamus nitidus Gansu
    - Thamnocalamus nitidus McClure

  - Thamnocalamus robustus
    - Thamnocalamus robustus Wolong

  - Thamnocalamus spathaceus
  - Thamnocalamus tessellatus

- Thapsia
  - Thapsia garganica - Thapsie faux fenouil

### The
- Thea'' = ''Camellia

- Thelocactus (Cactus)

- Thelypteris
  - Thelypteris simulata

- Theobroma
  - Theobroma cacao - Cacaoyer

- Thevetia - fam. Apocynacées
  - Thevetia nereifolia - « Laurier jaune » ou « Noix de serpent »
  - Thevetia peruviana - « Laurier jaune »

### Thl
- Thlaspi - fam. Brassicacées
  - Thlaspi alliaceum - Tabouret à odeur d'ail
  - Thlaspi arvense - Tabouret des champs
  - Thlaspi bursa pastoris ou Capsella bursa pastori - « Capselle » ou « Bourse à Pasteur »
  - Thlaspi caerulescens - Tabouret alpestre
  - Thlaspi montanum - Tabouret des montagnes
  - Thlaspi perfoliata - Tabouret perfolié

### Tho
- Thorella
  - Thorella verticillatinundata - Faux cresson de Thore

### Thu
- Thuja
  - Thuja standishii -
  - Thuja sutchuenensis -

- Thujopsis
  - Thujopsis dolabrata -

- Thunbergia
  - Thunbergia alata - Œil de Suzanne

### Thy
- Thylacanthus

- Thymelaea
  - Thymelaea hirsuta - Passerine hérissée, Passerine hirsute

- Thymus - fam. Lamiacées
  - Thymus serpyllum - Serpolet
  - Thymus vulgaris - Thym vulgaire

## Ti

### Til
- Tilia - fam. Tiliacées
  - Tilia cordata - Tilleul à petites feuilles
  - Tilia euchlora -	Tilleul d'Amérique
  - Tilia × europaea - Tilleul d'Europe
  - Tilia henryana
  - Tilia mongolica - Tilleul de Mongolie
  - Tilia platyphyllos - Tilleul à larges feuilles
  - Tilia sylvestris - Tilleul sylvestre
  - Tilia tomentosa - Tilleul cotoneux

### Tip
- Tipuana

## To

### Tor
- Tordylia
  - Tordylia apulum - Tordylie

- Torilis
  - Torilis nodosa - Torilis noueux

- Torreya - fam. Taxacées
  - Torreya grandis
  - Torreya nucifera

- Torreyochloa
  - Torreyochloa pallida
  - Torreyochloa pallida pallida

## Tr

### Tra
- Trachelium
  - Trachelium caeruleum - Trachélium

- Trachelospermum

- Trachycarpus - fam. Arécacées
  - Trachycarpus fortunei - Palmier de Chine
  - Trachycarpus nanus
  - Trachycarpus takil

- Tradescantia - fam. Commélinacées
  - Tradescantia albiflora
  - Tradescantia andersoniana
  - Tradescantia bracteata
  - Tradescantia fluminensis
  - Tradescantia occidentalis
  - Tradescantia ohiensis
  - Tradescantia pallida
  - Tradescantia pendula
  - Tradescantia sillamontana
  - Tradescantia tharpii
  - Tradescantia tricolor - Misère tricolore
  - Tradescantia virginiana
  - Tradescantia virginica
  - Tradescantia zebrina - Misère à fleurs roses

- Tragopogon - fam. Astéracées
  - Tragopogon porrifolius - Salsifis ou « Tragopogon à feuilles de poireau »
  - Tragopogon pratensis - Salsifis des prés

- Trapa - fam. Trapacées
  - Trapa natans - Châtaigne d'eau

### Tri
- Triadenum
  - Triadenum virginicum

- Tribulus  - fam. Zygophyllacées
  - Tribulus terrestris - Tribule terrestre « Croix de Malte » ou « Mâcre »

- Trichomanes
  - Trichomanes speciosum - Thrichomane remarquable

- Trichophorum
  - Trichophorum cespitosum

- Tricyrtis- fam. Liliacées
  - Tricyrtis latifolia - Tricyrtis à feuilles larges

- Trientalis
  - Trientalis borealis

- Trifolium - fam. Fabacées
  - Trifolium alpinum - Trèfle des Alpes ou « Réglisse des montagnes »
  - Trifolium angustifolium - Trèfle à feuilles étroites
  - Trifolium arvense - Trèfle des champs ou « Pied de lièvre »
  - Trifolium saxatile - Trèfle des rochers
  - Trifolium stellatum - Trèfle étoilé
  - Trifolium tomentosum - Trèfle cotonneux
  - Trifolium leucanthum - Trèfle à fleurs blanches
  - Trifolium ligusticum - Trèfle de Ligurie
  - Trifolium montanum - Trèfle de montagne
  - Trifolium ornithopodioides ou Trigonella ornithopodioides - Trèfle pied d'oiseau
  - Trifolium pratense - Trèfle des prés
  - Trifolium repens - Trèfle rampant
  - Trifolium rubens - Trèfle rougeâtre

- Triglochin
  - Triglochin gaspense
  - Triglochin maritimum
  - Triglochin palustre

- Trigonella - fam. Fabacées
  - Trigonella caerulea - Mélilot bleu ou « Baume du Pérou »
  - Trigonella foenum-graecum - Fenugrec
  - Trigonella ornithopodioides voir à Trifolium ornithopodioides

- Trillium fam. Liliacées
  - Trillium cernuum - Trille penché
  - Trillium erectum - Trille rouge
  - Trillium grandiflorum - Trille blanc
  - Trillium undulatum - Trille ondulé

- Trimorpha
  - Trimorpha acris

- Triosteum
  - Triosteum perfoliatum - « Faux ipéca »

- Trisetum
  - Trisetum flavescens
  - Trisetum melicoides
  - Trisetum spicatum - Trisète à épis

- Triteleia voir à Brodicea

- Triticum - fam. Poacées
  - Triticum aestivum - Blé d'été
  - Triticum monococcum - Engrain
  - Triticum repens - « Chiendent rampant »
  - Triticum sativum - Blé cultivé
  - Triticum vulgare - Blé vulgaire

### Tro
- Trollius - fam. Renonculacées
  - Trollius europaus - Trolle d'Europe ou « Boule d'or »

- Tropaeolum - fam. Tropaéolacées
  - Tropaeolum majus - Grande capucine
  - Tropaeolum peregrinum - Capucine des Canaris
  - Tropaeolum speciosum

## Ts

### Tsu
- Tsuga
  - Tsuga chinensis
  - Tsuga diversifolia
  - Tsuga dumosa
  - Tsuga forrestii
  - Tsuga sieboldii

## Tu

### Tub
- Tuberaria - fam. Cistacées
  - Tuberaria guttata - Tubéraire à gouttes, Hélianthème à gouttes
  - Tuberaria lignosa - Tubéraire ligneuse

### Tul
- Tulipa - fam. Liliacées
  - Tulipa sylvestris - Tulipe sauvage

### Tur
- Turnera
  - Turnera aphrodisiaca - « Damiana »

### Tus
- Tussilago - fam. Astéracées
  - Tussilago farfara - Tussilage pas d'âne ou « Tussilage farfara »
  - Tussilago fragrans ou Petasites fragrans ou Heliotropium fragans - « Héliotrope d'hiver »

## Ty

### Typ
- Typha - fam. Typhacées
  - Typha laxmannii - Massette de Laxman

Voir aussi Plantes par nom scientifique.